# .25-35 Winchester

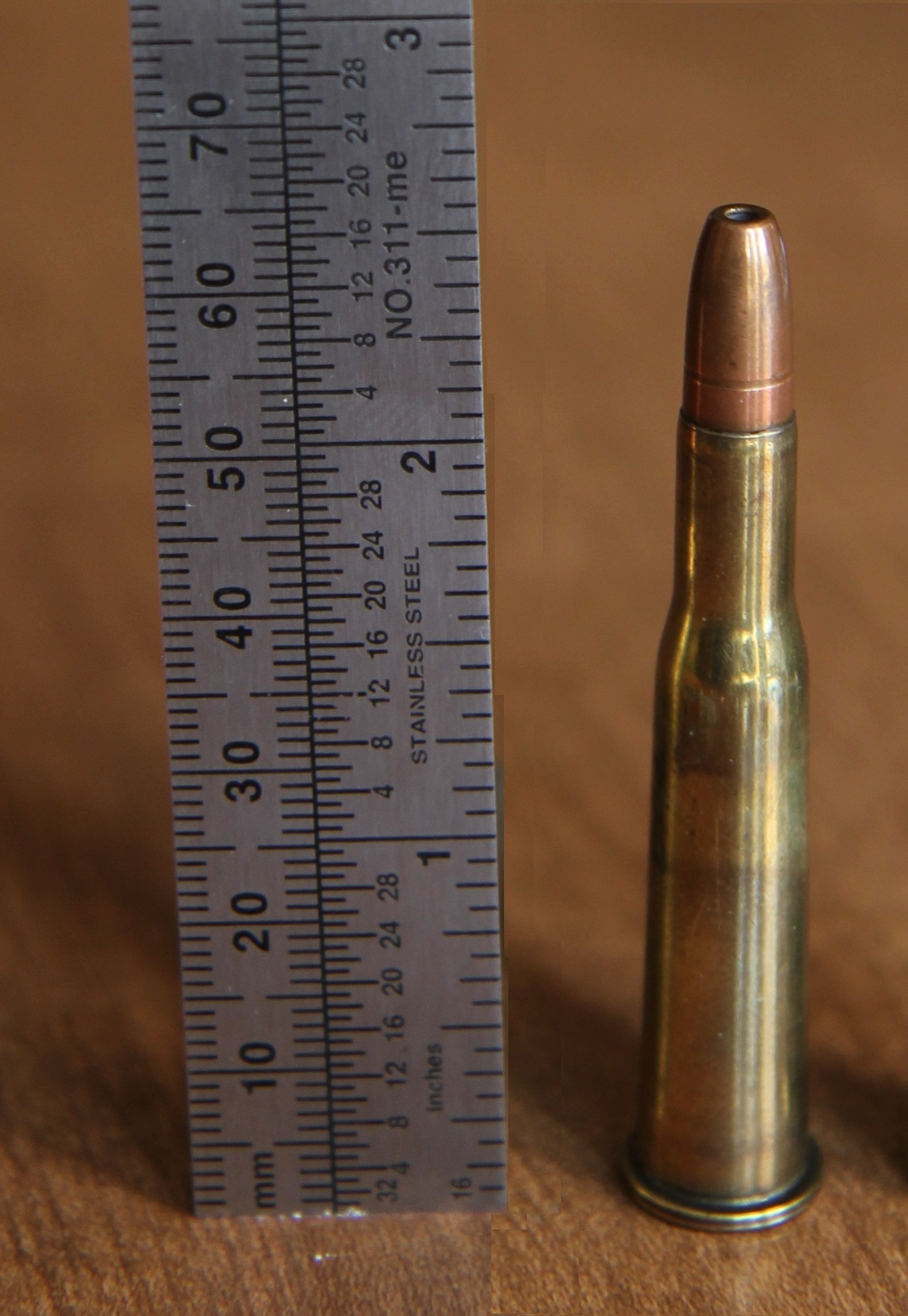
Um cartucho .25-35 Winchester.

O .25-35 Winchester, ou .25-35 WCF (Winchester Center Fire) é um cartucho de fogo central de rifle que foi introduzido em 1895 pela Winchester para os rifles por ação de alavanca: Winchester Model 1894 e Savage Model 99. O estojo desse cartucho tem como base o mesmo do .30-30.

## Histórico
Assim como o .30-30, o .25-35 WCF foi introduzido em 1895, para atender o rifle "Model 94" introduzido no ano anterior. A evolução foi basicamente essa: o .30-30 foi uma versão com pescoço mais estreito do 38-55 para admitir balas do calibre .30 e o .25-35, foi uma versão com pescoço ainda mais estreito do .30-30. Era uma época em que os fabricantes despendiam esforços desenvolvendo cartuchos do mesmo calibre e performance semelhante, apenas para impedir que eles fossem usados nos rifles dos concorrentes.
Apesar da performance do .25-35 WCF ser considerada excelente para caça de animais de pequeno porte devido a sua precisão, existe muita controvérsia quando se trata de caça de animais maiores, no entanto, caçadores experientes, consideram haver muito pouca diferença de performance entre o .30-30 e o .25-35 WCF dentro do limite de alcance de 100 jardas (91,4 metros).